# Pansartåg

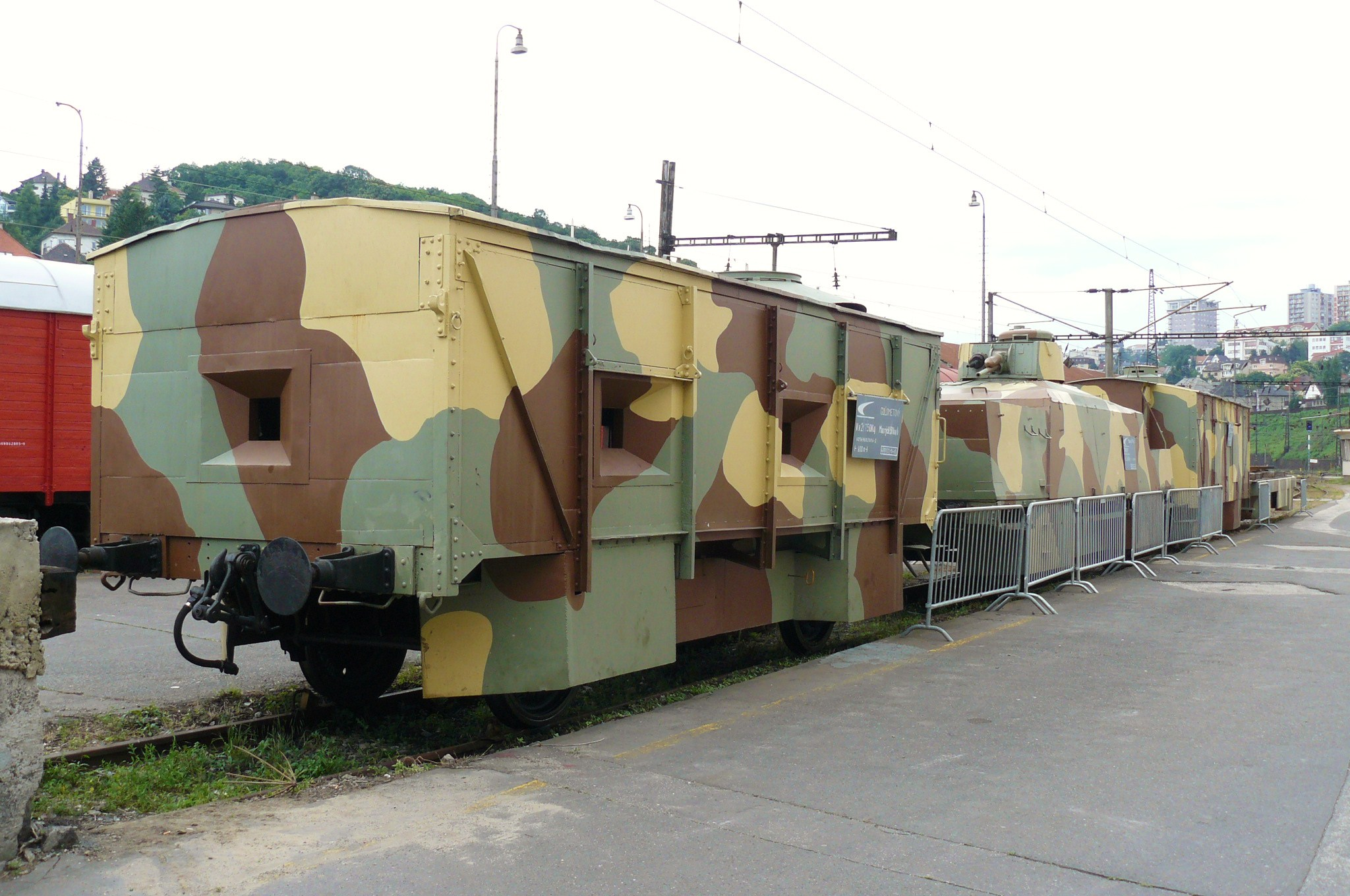
Pansartåg i Bratislava, Slovakien.

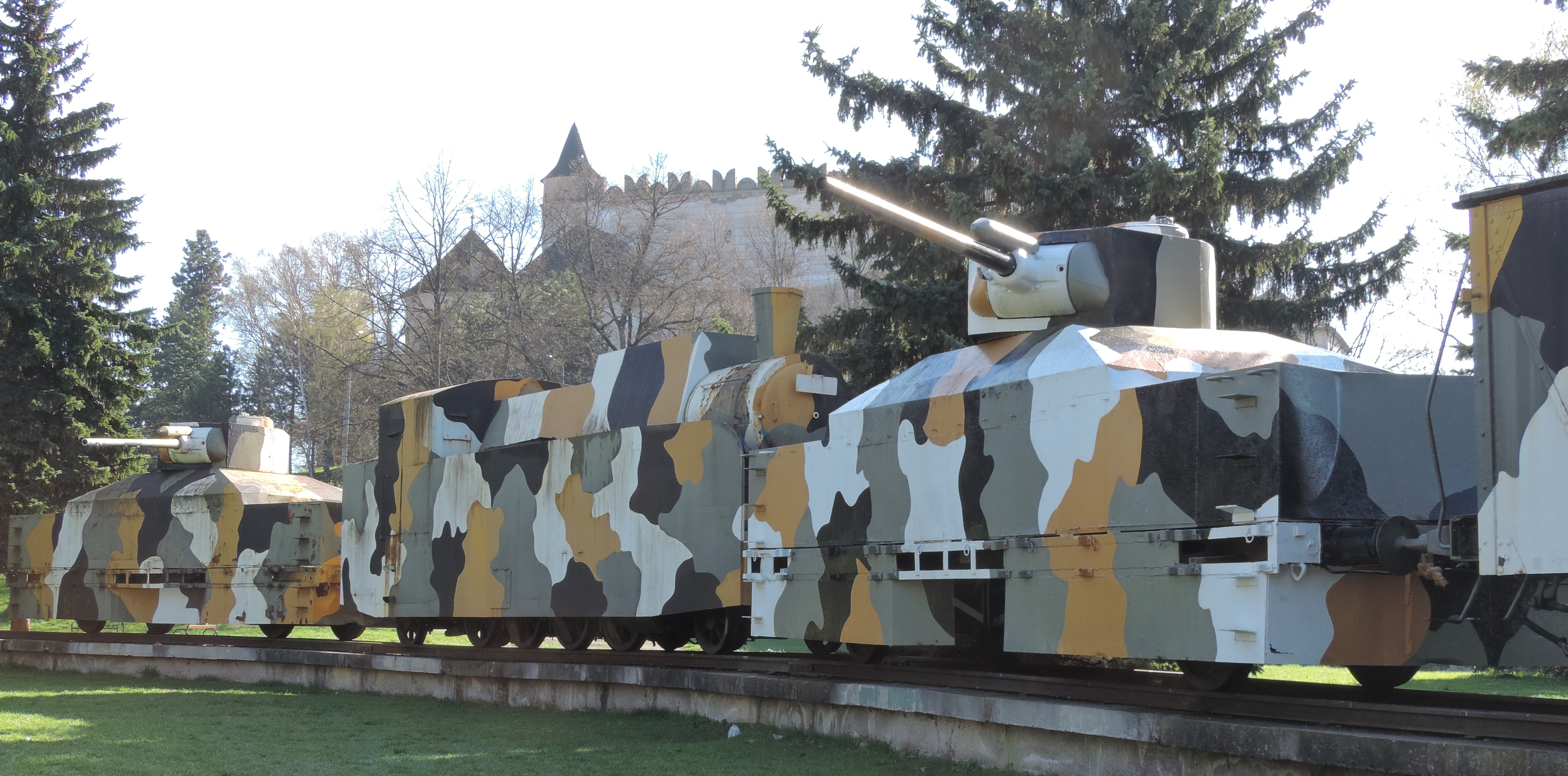
Pansartåg i Zvolen, Slovakien.

Pansartåg är ett pansrat eller bepansrat och beväpnat tåg avsett för militärt bruk. Dess roll går mellan skyddad trupp- och godstransport till stridsfordon.
Pansartåg användes främst under första världskriget och ryska inbördeskriget, men de förekom även under andra världskriget. Användningen av pansartåg minskade allteftersom vägfordon ökade i kraft och flexibilitet (se stridsvagn). Pansartågen var alltför känsliga för järnvägssabotage och flygangrepp.
Pansartågens styrka var eldkraften, men deras räckvidd var begränsad, varför fienden lätt kunde få skydd genom att dra sig tillbaka från järnvägslinjen. Denna svaghet kunde övervinnas genom att trupper, som kunde strida utanför tåget, medfördes.

## För- och nackdelar

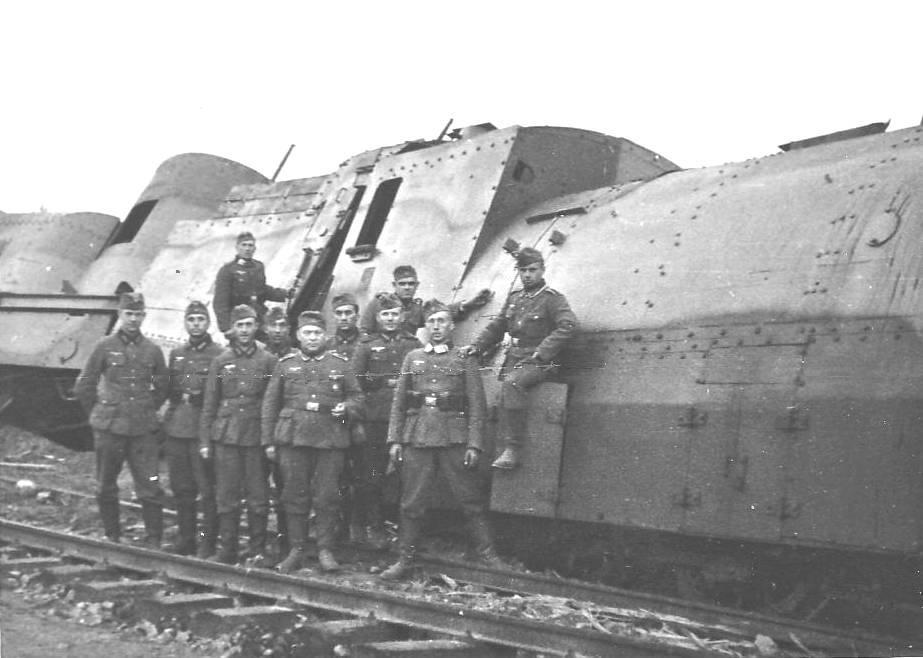
Polskt pansartåg som nedkämpats av ett nazityskt störtbombplan under invasionen av Polen 1939.

### Fördelar
Pansartåg kan relativt snabbt och säkert transportera större antal trupper över kort och långt avstånd. De kan enkelt framföras av vanlig tågpersonal, då det inte är någon större skillnad i framförande mellan pansartåg och konventionella tåg. Pansartåg har ibland även kapacitet att lägga egen räls och röja undan tunga hinder, varför det kan komma fram även om fienden saboterar eller förstör räls.
Genom att variera antalet eller typen av vagnar kan pansartåg fylla många olika roller i strid. En viktig fördel är möjligheten att variera vapensystemen. Behövs luftvärn kan tåget förses med luftvärnskanoner av olika typer, behövs artilleri förses tåget med artilleripjäser. Transportkapaciteten kan enkelt regleras efter behov genom att tågen förlängs eller förkortas. Pansartåg kan även göras oberoende av bränsleform genom att förses med olika typer av lok, till exempel diesellok, ellok eller gaslok.

### Nackdelar
Trots sina fördelar har pansartåg flera nackdelar, vilket gör att de i modern tid inte längre används i större utsträckning. Deras huvudsakliga nackdel är deras beroende av järnvägsnätet. Om detta förstörs eller mineras i viss utsträckning kan pansartåg inte effektivt förflytta sig, varigenom de blir stående och opraktiska. För fjärran insatser finns risk att spårvidden skiljer sig från den egna, vilket kräver modifiering av pansartågets spårvidd eller läggning av nytt spår för att tåget skall kunna köra vidare.
Vikten som kommer med pansarskydd skapar även diverse problem. Bland annat kan pansartåg bli för tunga för att passera vissa broar och slitaget på rälsen ökar, något som kan resultera i urspårning. Urspårning är i sig mer problematisk kring pansartåg, då den höga vikten gör det svårare att bärga pansartåg än konventionella tåg.

## Konstruktion
Pansartåg är normalt uppbyggda av konventionella tågchassin som har försetts med nya eller modifierade karosser. Dessa karosser är antingen nybyggda pansrade karosser eller existerande karosser som har bepansrats eller försetts med annan typ av skydd. Vissa konstruktioner är nykonstruktioner från grunden och detta val kan vara nödvändigt om man vill ha extremt mycket pansar. I de enklaste konstruktionerna har det helt enkelt monterats ickesluttande pansarsköldar längs sidan av tåget för att skydda mot finkalibrig eld, men i mer dedikerade konstruktioner har det monterats både tjockt och sluttande pansar runt om hela tåget för att skydda mot både mellankalibrig och grovkalibrig eld, i vissa fall även mot minor. På den senare typen förses tåget ofta med kanontorn eller annan artilleri i roterande lavett för att effektivt kunna bekämpa även de tuffaste av fiender. Förutom pansar har man historiskt även använt bland annat cement, betong och sandsäckar som skydd. Oftast har dessa använts på tillfälliga eller improviserade pansartåg.

### Vagntyper
Likt vardagliga tåg finns det inom pansartåg flera olika typer av vagnar för olika syften och pansartåg består oftast av flera olika typer av vagnar. Nedan redovisas några exempel på olika vagntyper:
- Artillerivagn – vagn försedd med en kombination av kanoner och kulsprutor, vanligtvis i kanontorn. Jämför järnvägsartilleri.
- Pansarvärnsvagn – vagn utrustad med pansarvärnskanoner, vanligtvis i kanontorn.
- Luftvärnsvagn – vagn utrustad med olika typer av luftvärn, vanligtvis i öppen lavett.
- Kulsprutevagn – vagn utrustad med flera kulsprutor i flera riktningar, alternativt ett mindre antal kulsprutor i ett par torn.
- Trupptransportvagn  – vagn konstruerad för att transportera infanteri, är ofta försedd med skottgluggar eller ett par kulsprutor.
- Eldledningsvagn – vagn liknande en trupptransportvagn men försedd med verktyg för att agera eldledning- och stridsledningscentral för de olika beväpnade vagnarna.
- Transportvagn – vagn menad att användas för transport av diverse saker. Alltifrån ammunition till material för järnvägsreparation. Är ibland beväpnade med diverse vapen.
- Öppen transportvagn – vagn med en öppen plattform som kan användas till diverse syften. Deras huvudsakliga syfte är att transportera saker som normalt inte får plats i en konventionell transportvagn och kan behöva lastas av med en kran etc, som till exempel artilleripjäser och fordon, alternativt andra redskap som järnvägsplogar till exempel. Öppna transportvagnar kan även användas som vapenplattform genom att tillfälligt montera vapen på dem som till exempel luftvärnskanoner i korslavett eller kulsprutor. Öppna transportvagnar förses relativt ofta även med sandsäckar för skydd under transport som enkelt kan tas bort när man väl behöver lasta av eller på gods.
- Sovvagn – vagn liknande en trupptransportvagn men försedda med dedikerade sovkupéer.
- Robottransportvagn – specialbyggd vagn menad att transportera en eller flera robotar.

Notera att flera av de ovan nämnda vagnarna bär samma namn som konventionella tågvagnar men skiljer sig i att de är pansrade eller bepansrade på pansartåg. Även öppna transportvagnar har normalt bepansring kring sin bas. Bortom pansrade vagnar har det heller inte varit ovanligt att man har behövt koppla på konventionella opansrade vagnar på pansartåg av diverse anledningar.

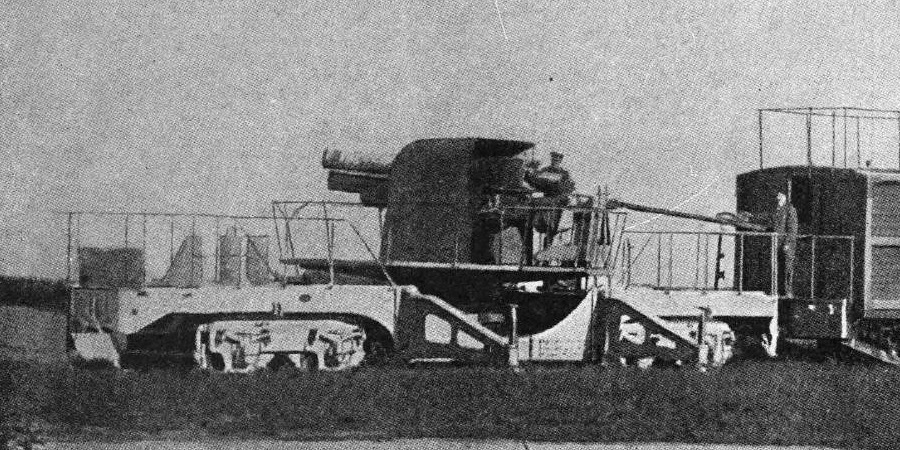
Fransk öppen artillerivagn 1914.
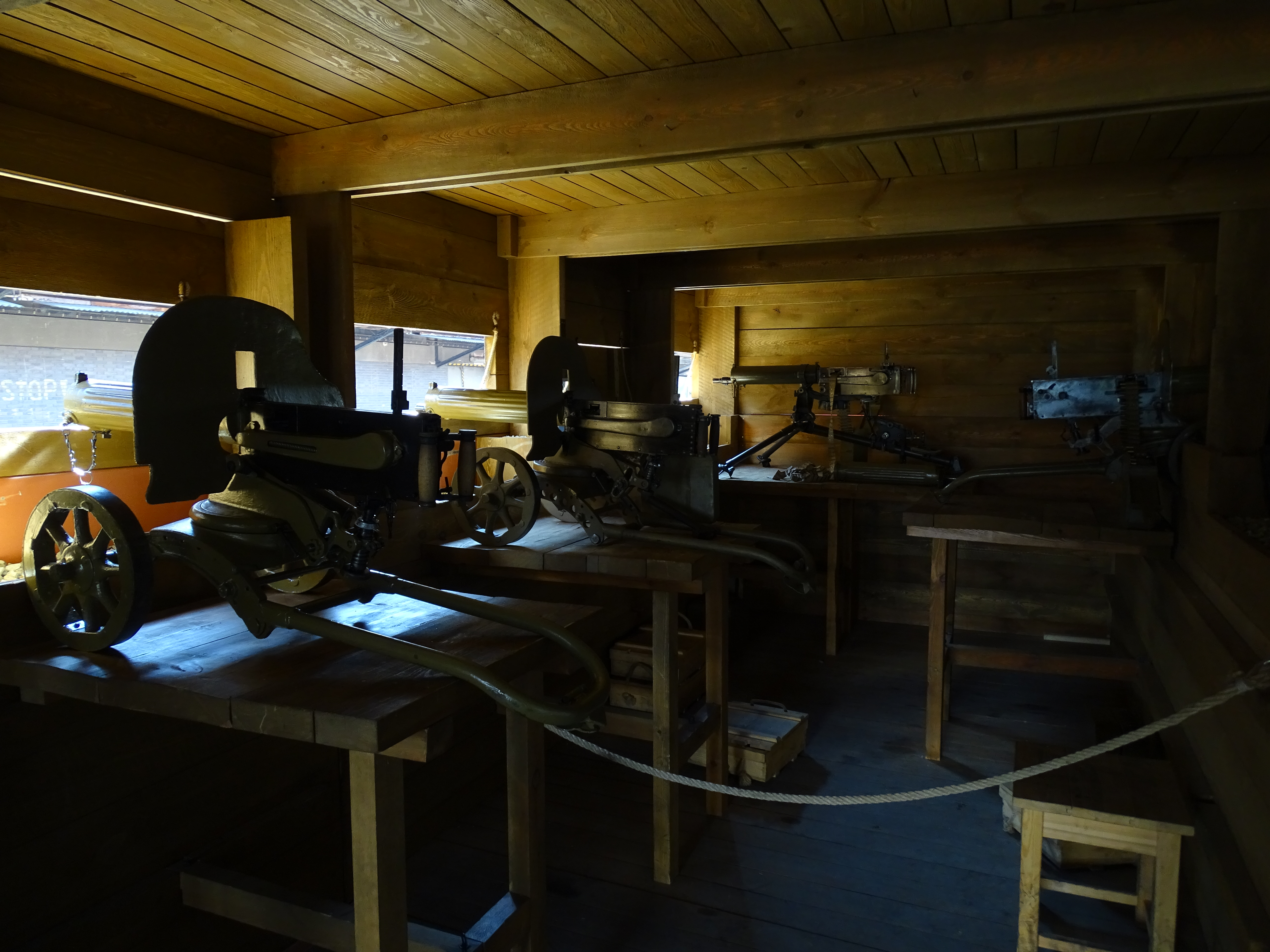
Insidan av en tjeckoslovakisk kulsprutevagn.
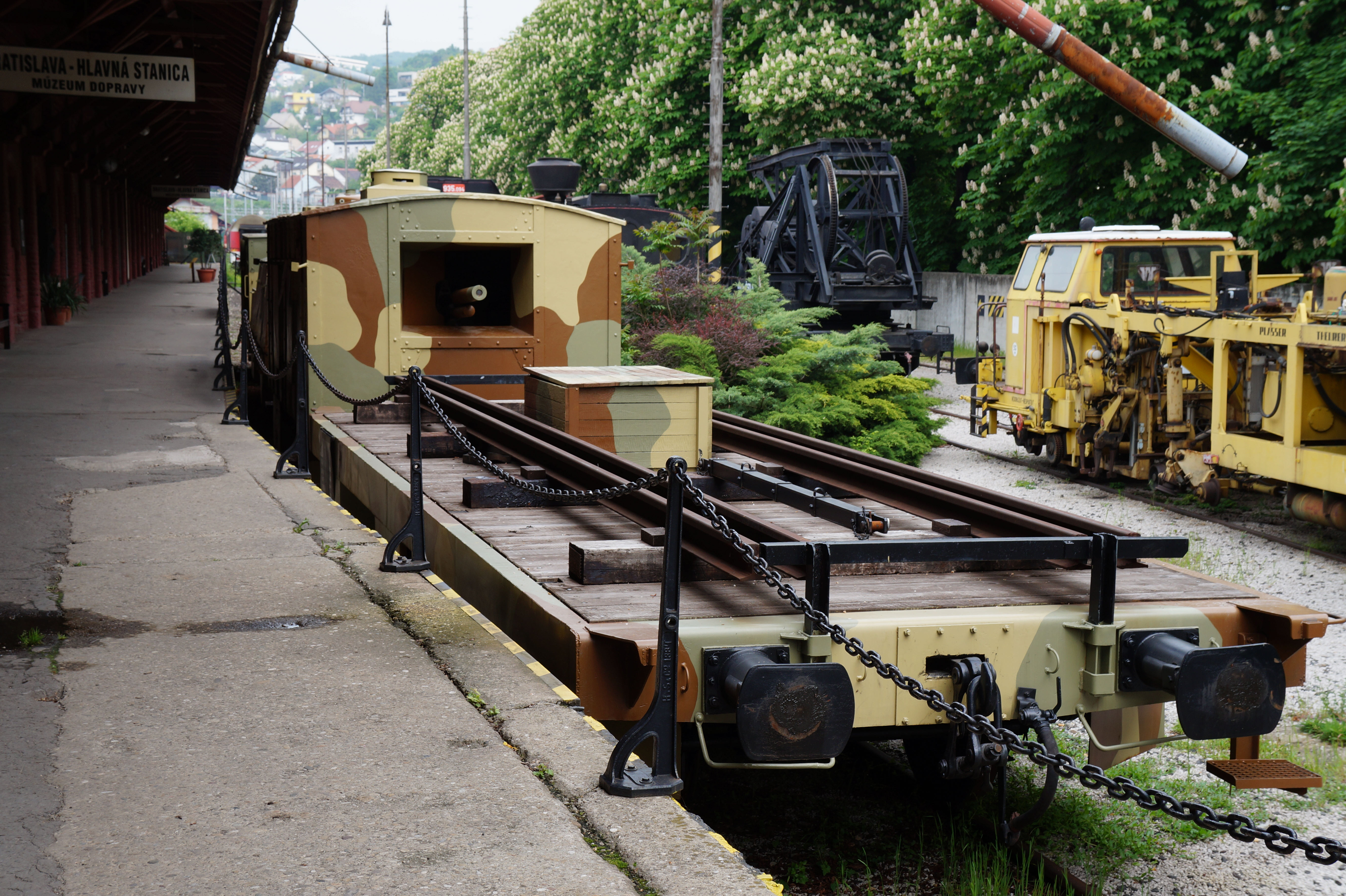
Transportvagn med pansrat chassi.
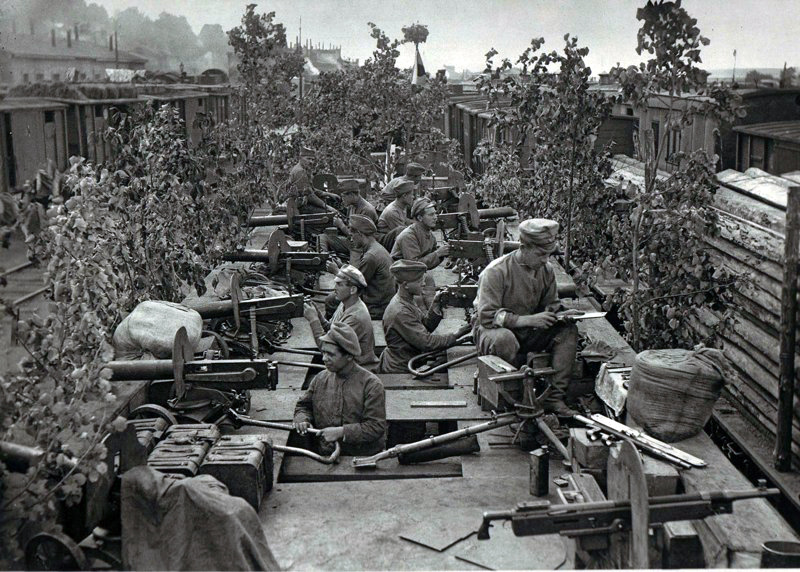
Kulspruteförsedd transportvagn.
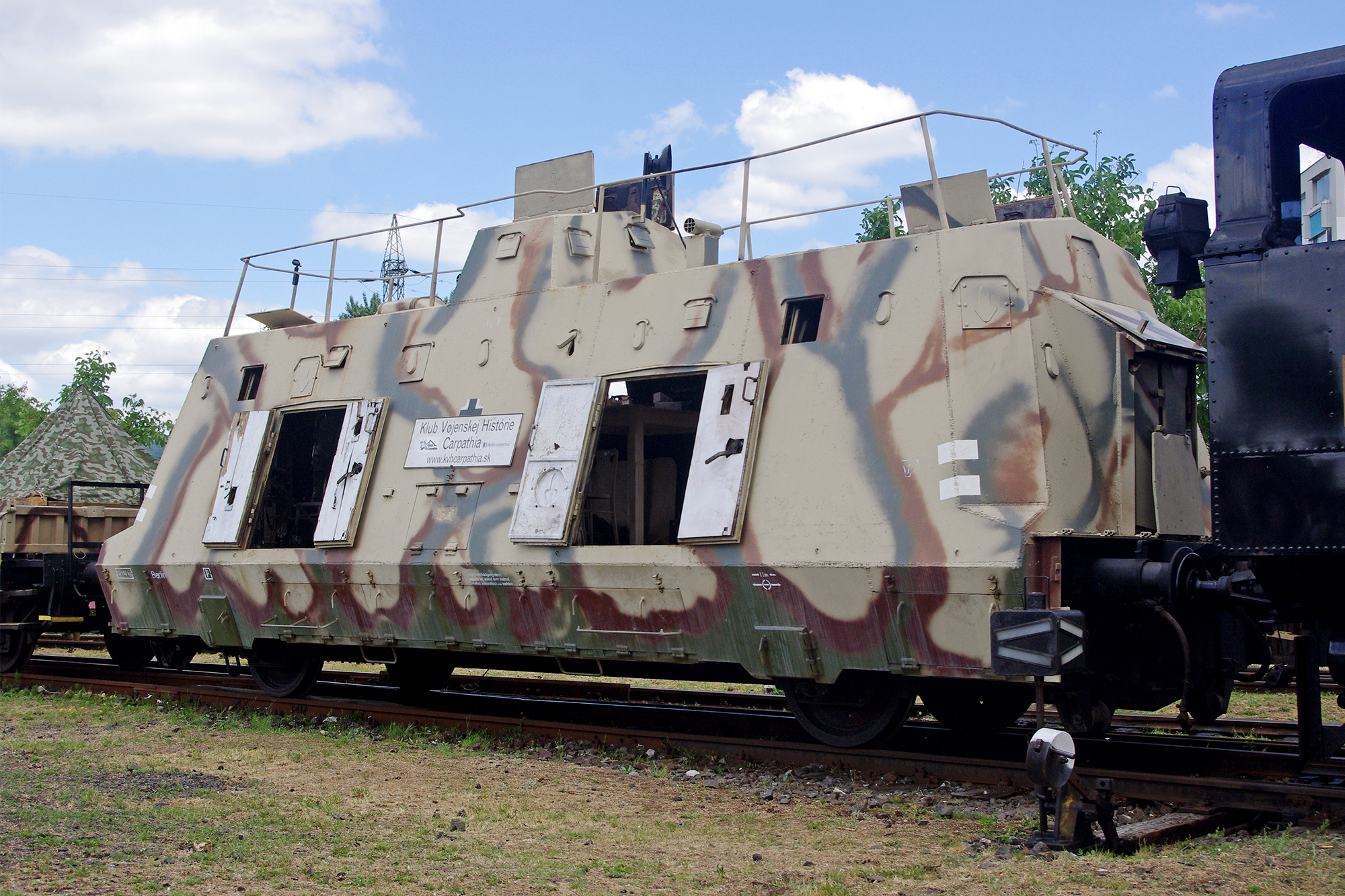
Eldledningsvagn

### Pansarlokomotiv

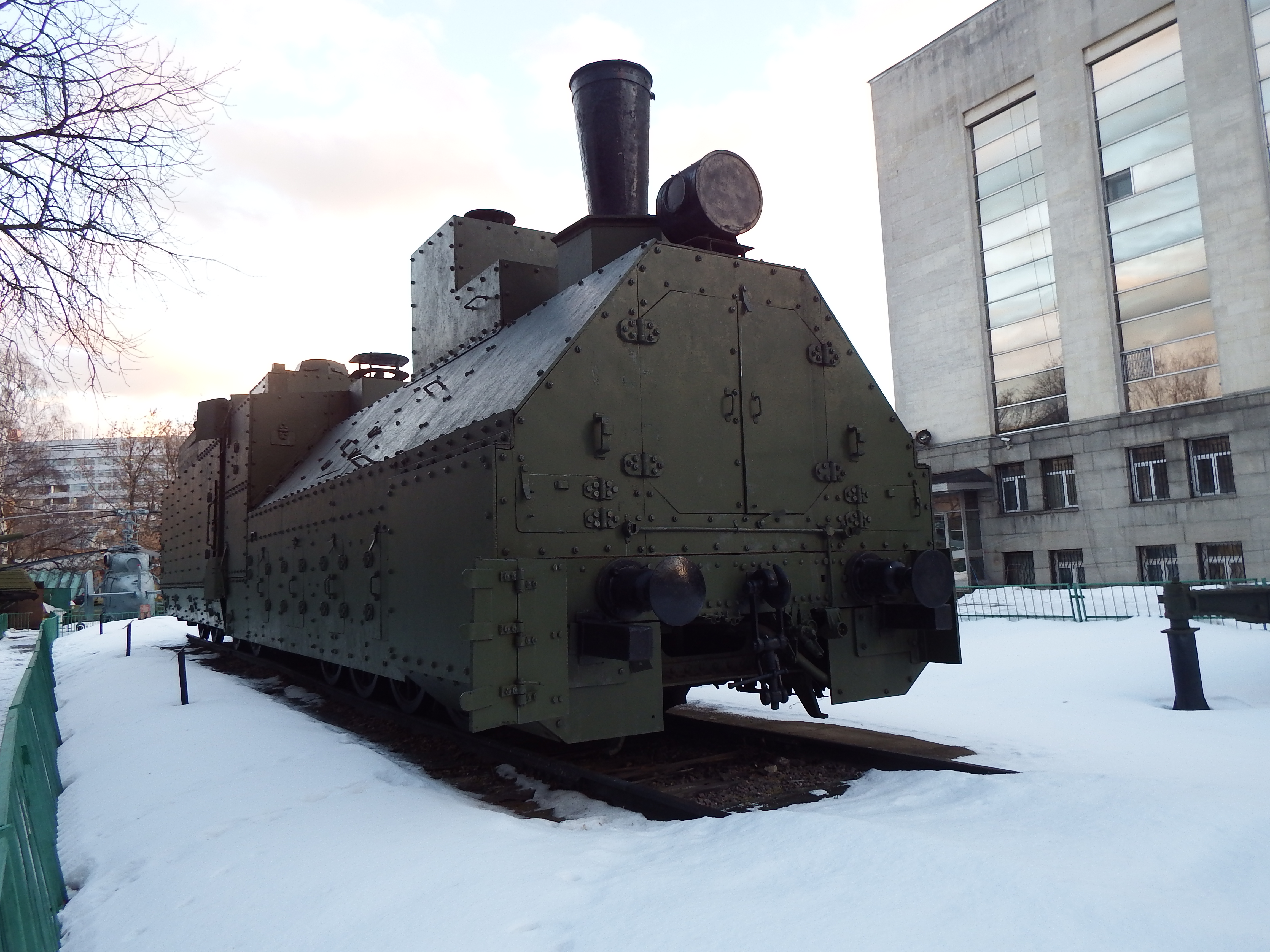
Pansarlokomotiv i Ryska försvarsmaktens centralmuseum, Moskva.

Med allt pansar väger pansartåg ofta flera hundra ton och i extrema fall flera tusen. Med så mycket vikt behöver pansartåg ofta ha flera lok på flera ställen på tåget för att kunna flytta sig i effektiva hastigheter. Även om ett pansartåg kommer upp i bra hastighet och har bra mobilitet så har det mycket kort räckvidd på grund av allt bränsle som loken behöver för att flytta tåget.
Pansarlokomotiven i pansartåg är ofta mer pansrade eller bepansrade än andra delar av pansartåget, då tåget blir oanvändbart om loket slås ut. Vikten som skapas av allt pansar skapar även mycket stress på loket och därför försöker man hålla loken så lätta som möjlig. Som följd brukar pansarlok historiskt sakna tyngre beväpning, dock finns det exempel med kanontorn och liknande.

### Pansardressin och pansarmotorvagn

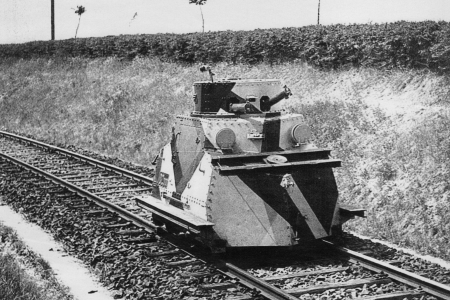
Tjeckoslovakisk Tatra T 18 pansardressin, byggd för den polska armén.

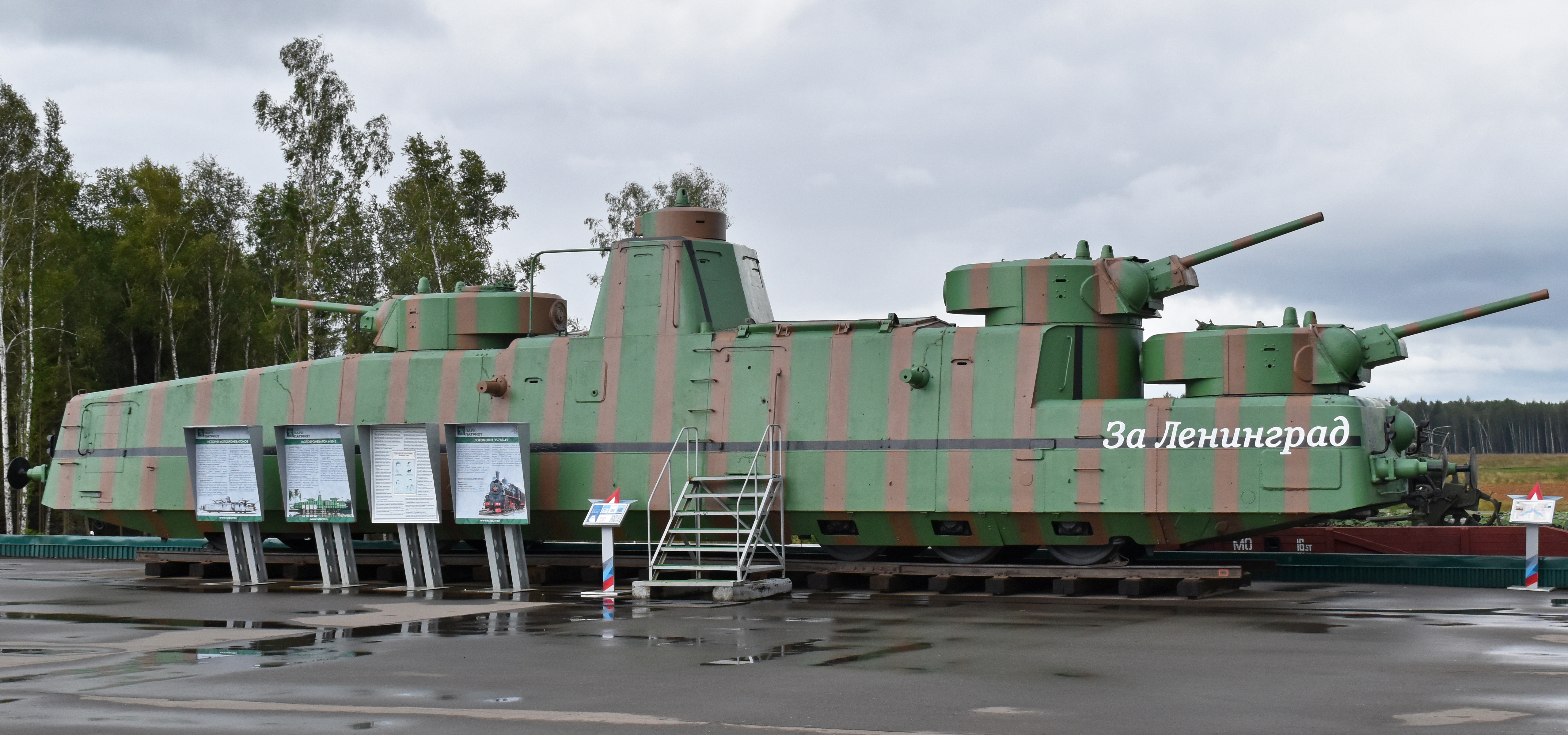
Bevarad sovjetisk pansarmotorvagn typ MBV-2.

Inom kategorin pansartåg finns det även vagnar av självgående typ, såsom dressiner och motorvagnar. Eftersom de är självgående kan de strida för sig själva men det är inte heller ovanligt att de kopplas ihop med pansartåg och agerar lok eller vagn.
Pansardressiner och pansarmotorvagnar är bepansrade och självgående tågvagnar. De skiljer sig enbart åt i antalet hjul, då en dressin max har 4 hjul medan en motorvagn har fler än 4. De är ofta beväpnade och därtill ofta med ett flertal stridsvagnstorn. De kan i dessa fall ses som stridsvagnar på räls.
Pansardressiner och pansarmotorvagnar var vanliga under andra världskriget och brukades primärt av Nazityskland och Sovjetunionen i ett större antal modeller. De var ofta försedda med stridsvagnstorn eller luftvärnstorn i en rad olika modeller.
Även svenska Landsverk konstruerade ett par olika varianter av pansardressiner under början av 1930-talet men dessa blev aldrig byggda. Flera konstruktioner ritades, bland annat en trupptransportvagn med öppningsbara skjutgluggar men även tre beväpnade varianter: Landsverk typ 310, försedd med 2 till 10 kulsprutor, Landsverk typ 320, försedd med 2 stycken L-60-torn, varje torn beväpnat med en 20 mm Madsen automatkanon och Landsverk typ 321, försedd med 2 stycken L-10-torn, varje torn beväpnat med en 37 mm Boforskanon.

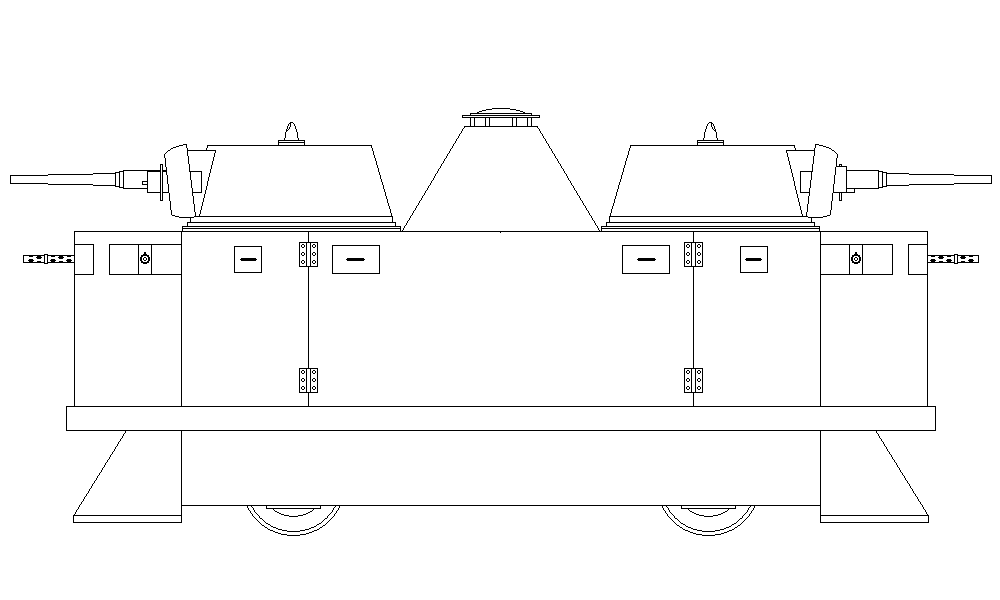
Landsverk pansardressin typ 321.
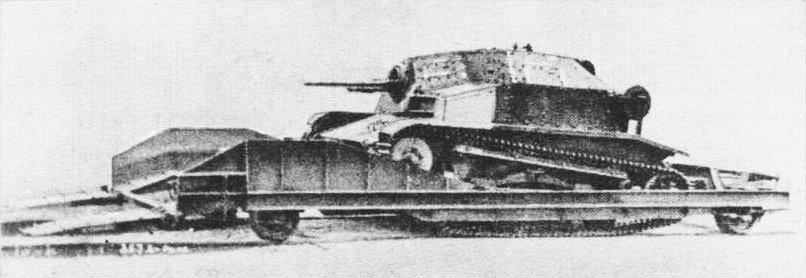
Polsk TKS tankett som försetts med dressintillägg.
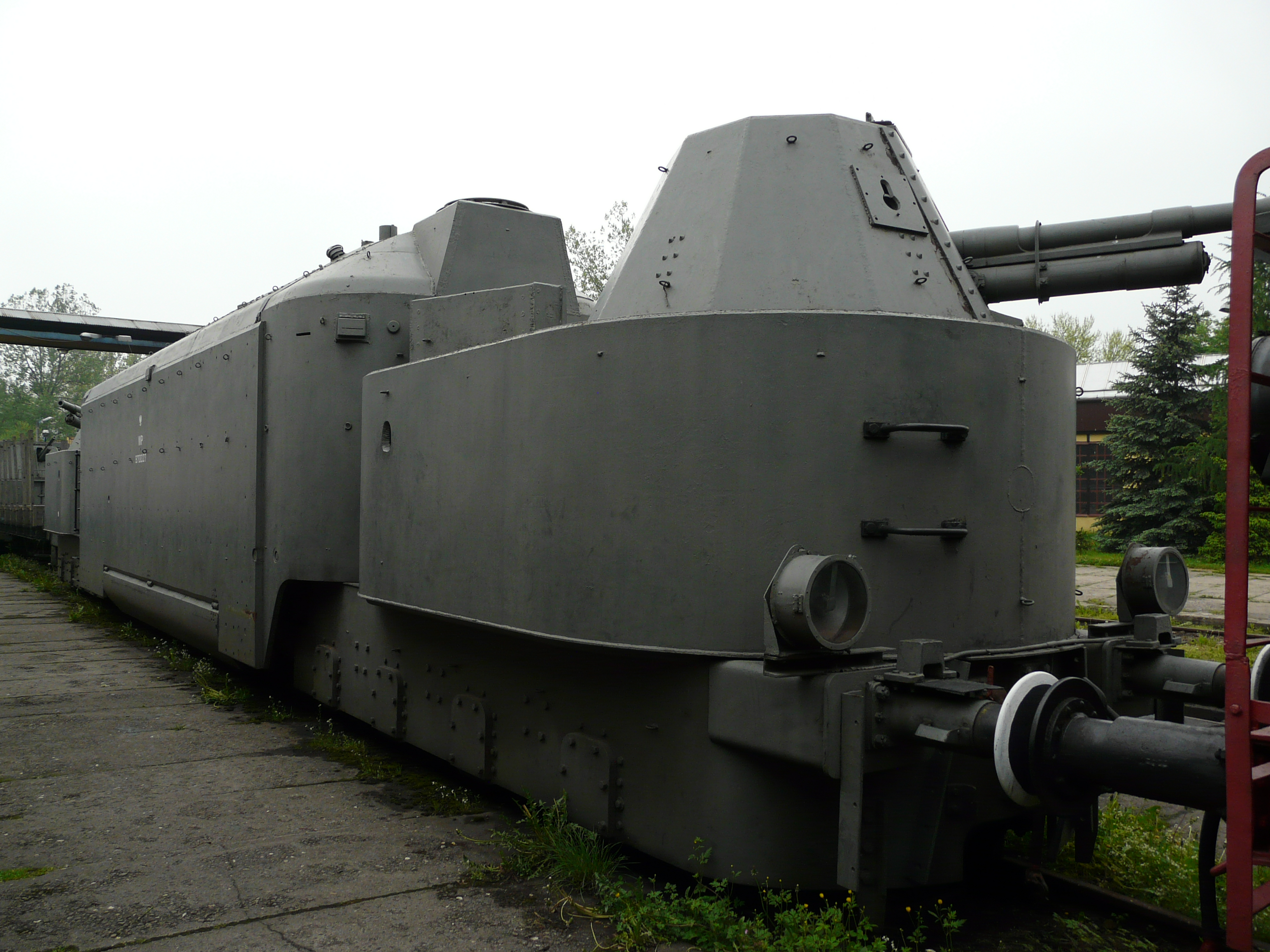
Bevarad nazitysk pansarmotorvagn typ Panzertriebwagen 16.

### Pansarspårvagn
Pansarspårvagnar bygger på samma principer som pansarmotorvagnar men skiljer sig i att de går på spårvägar istället för järnväg. Få exempel har förekommit historisk men åtminstone ett exempel användes i Moskva av den just bildade Röda armén under oktoberrevolutionen 1917. Ett provisoriskt exemplar lär även ha använts under det slovakiska upproret under andra världskriget.

## Historia

### Ursprung

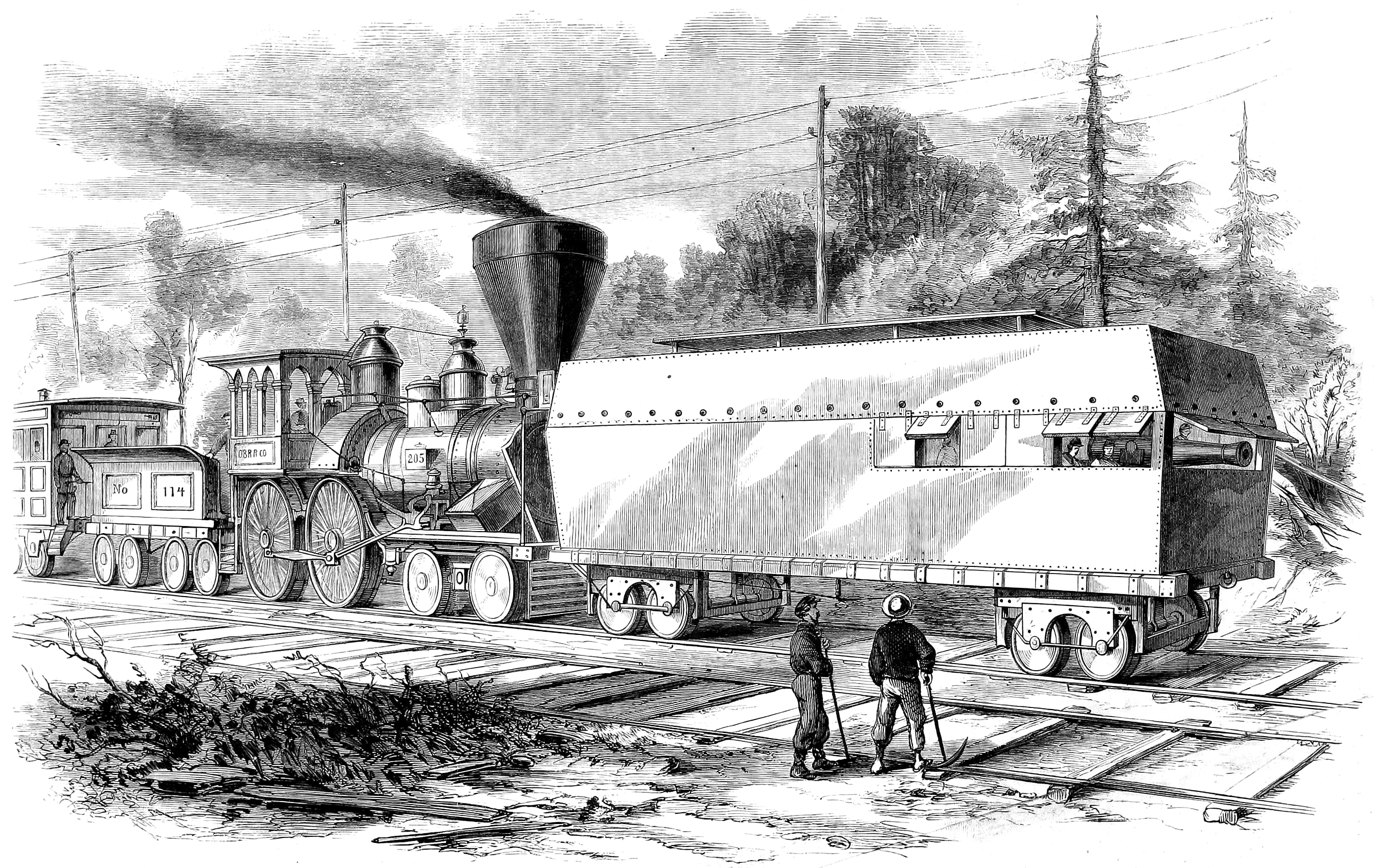
Ett "Järnvägsbatteri" 1861 som användes för att skydda arbetare under amerikanska inbördeskriget.

Pansartåg användes under 1800-talet i amerikanska inbördeskriget (1861–1865), fransk-tyska kriget (1870–1871), första boerkriget (1880–1881) och andra boerkriget (1899–1902) och under 1900-talet i mexikanska revolutionen (1910–1920), första världskriget (1914–1918), andra världskriget (1939–1945) och Indokinakriget (1946–1954). Den största användningen av pansartåg förekom under ryska inbördeskriget (1917–1922).
1904 använde Ryssland pansartåg under rysk-japanska kriget.

### Första världskriget

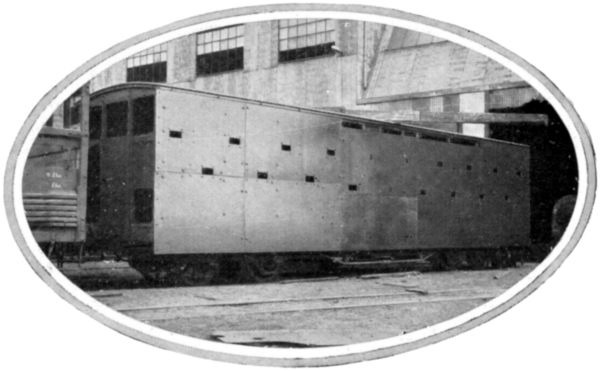
Pansartåg vid Bloemfontein, Sydafrika, cirka 1914. Det byggdes av sydafrikanska ingenjörstrupper och användes mot rebeller under första världskriget.

Under första världskriget använde Ryssland en blandning av lätta och tunga pansartåg. De tunga tågen var utrustade med 4,2 tums eller 6 tums kanoner medan de lätta tågen var utrustade med 76,2 mm kanoner.

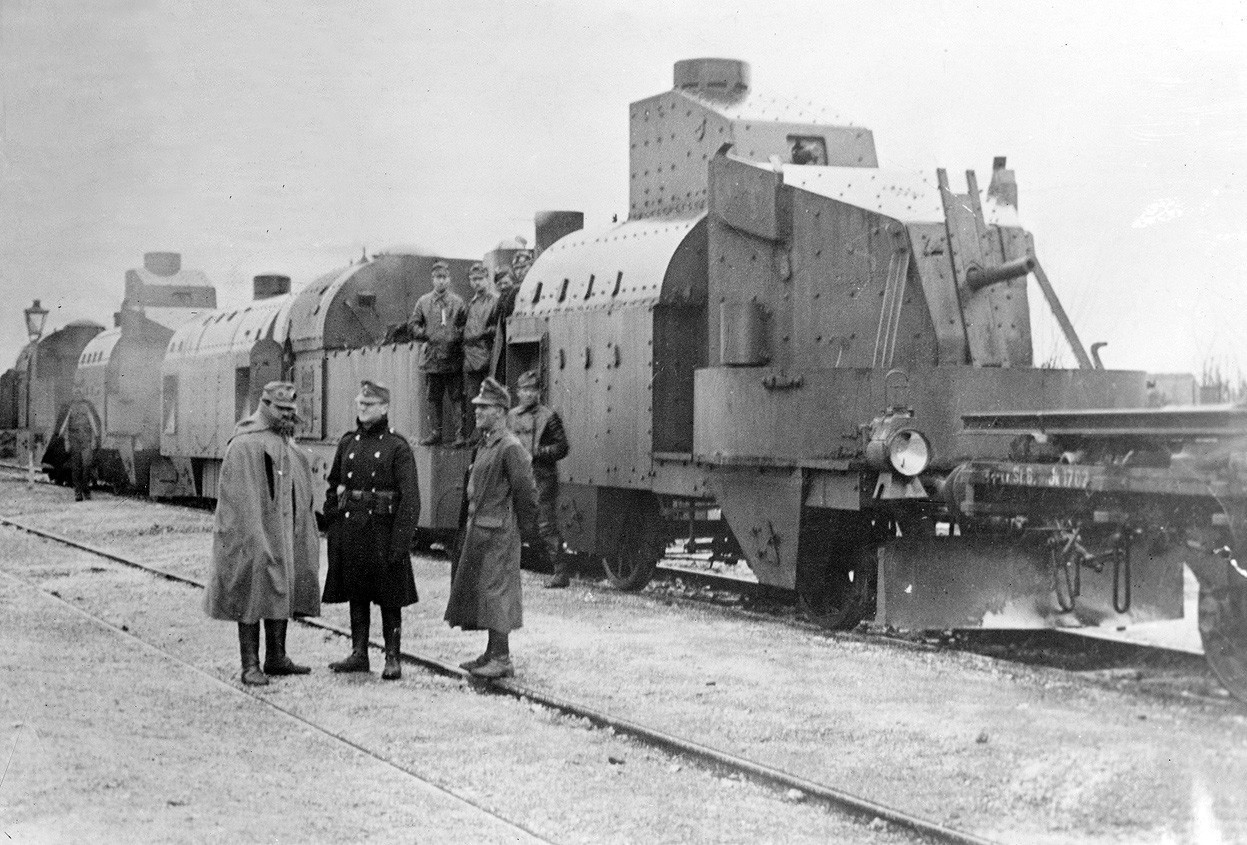
Österrikiskt-ungerskt MÁVAG pansartåg 1914.
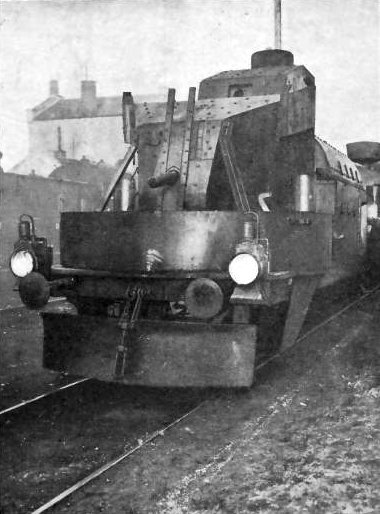
Österrikiskt-ungerskt MÁVAG pansartåg 1915.
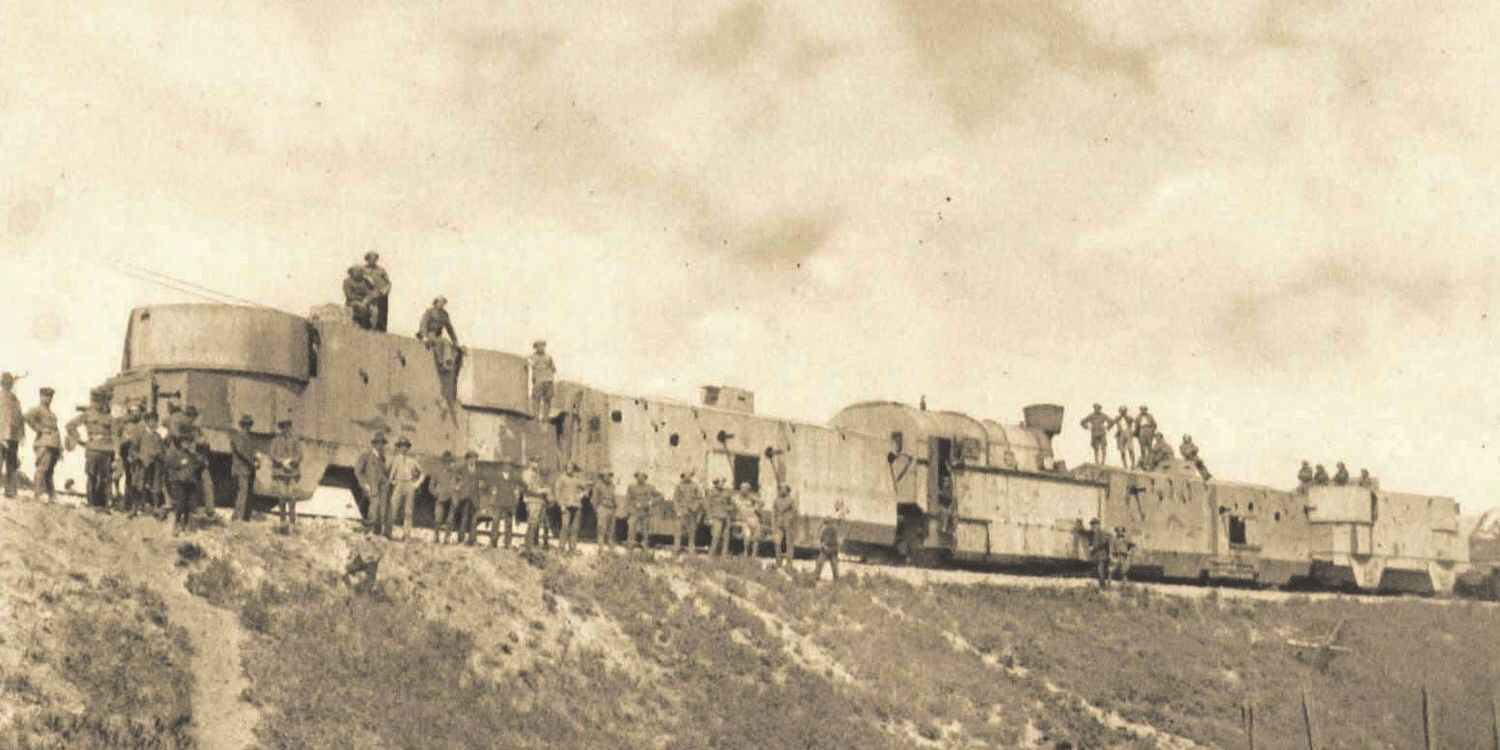
Tjeckoslovakiskt pansartåg 1919.

### Ryska inbördeskriget och relaterade krig

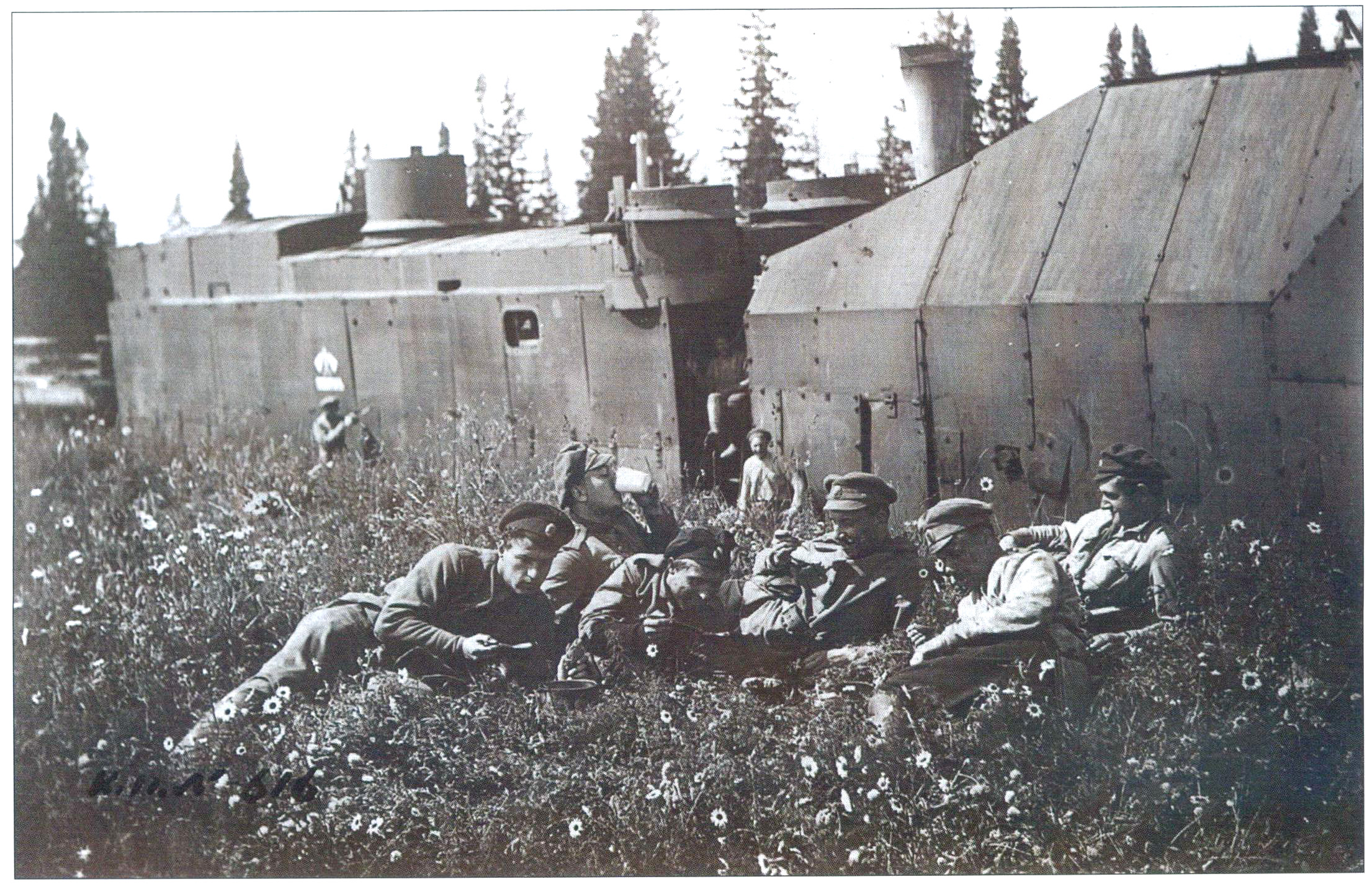
En lugn stund vid ett av Aleksandr Koltjaks sibiriska pansartåg, sommaren 1919.

Pansartåg kom till stor användning under ryska inbördeskriget (1917–1922). Inte minst användes tågen i Sibirien, där trupptransporter ofta var beroende av järnvägsnätet. Vägnätet var av ojämn kvalitet, och den nyligen färdigutbyggda transsibiriska järnvägen var den huvudsakliga kommunikationsleden mellan väst och öst. Den tjeckoslovakiska legionen använde tungt utrustade pansartåg för att kontrollera långa sträckor av Transsibiriska järnvägen.
Både den röda och den vita sidan använde sig av en rad olika sorters pansartåg. Tågen kunde vara mer eller mindre bepansrade, och ofta(st) innehöll de endast en viss mängd pansarvagnar. I ett av tågen, det som fördes av Aleksandr Koltjak, fraktades den eftertraktade ryska guldreserven – "tsarens guld".
De bolsjevikiska trupperna använde ett stort antal olika pansartåg. Flera var improviserade konstruktioner, medan andra konstruerades av mariningenjörer vid Putilov- och Izjorskij-fabrikerna. Resultatet blev att tågen varierade från öppna godsvagnar försedda med sandsäckar till tungt utrustade och bepansrade tåg. Ett försök till standardisering från och med oktober 1919 lyckades bara delvis. I slutet hade de bolsjevikiska styrkorna 103 pansartåg av alla de sorter.

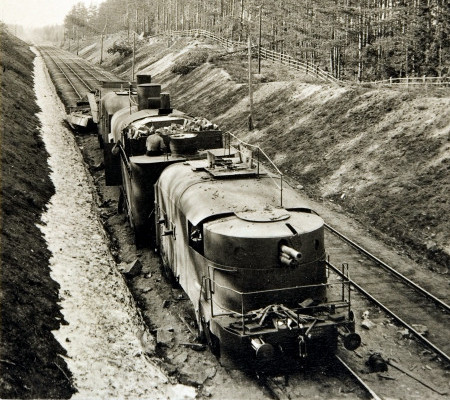
Röda gardets pansartåg under Finska inbördeskriget 1918.

Som konsekvens av det ryska inbördeskriget kom Finland att utropa självständighet, vilket följdes av det finska inbördeskriget, i vilket de vita slogs mot de röda. De rödas väpnade styrkor, de så kallade Röda gardet, kom att använda sig av två pansartåg under kriget.
Totalt fem pansartåg byggdes på den estniska sidan under det estniska frihetskriget. Pansartågen organiserades av befälhavaren Johan Pitka.
Under det rysk-polska kriget 1919–1921 använde båda sidor pansartåg för att skydda järnvägarna och snabbt få fram eldkraft till platser där den behövdes.

### Mellankrigstiden
Efter första världskriget och de direkt följande krigen minskade användningen av pansartåg. Under 1920-talet användes de i Kina, framför allt av krigsherren Zhang Zongchang, som anställde ryska flyktingar för att bemanna dem.

### Andra världskriget

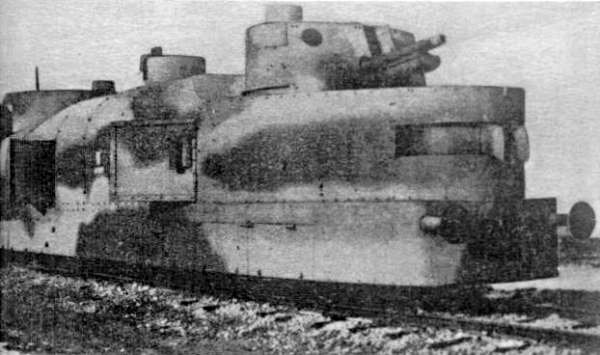
Typisk polsk artillerivagn från 1939.

Polen använde pansartåg i stor omfattning och med framgång under invasionen av Polen 1939. En observatör noterade "Polen hade bara ett fåtal pansartåg, men deras officerare och soldater stred bra. Gång efter gång kom de fram från skydd i de täta skogarna och störde de tyska linjerna". Detta ledde i sin tur till att Nazityskland återinförde pansartågen i sin armé och använde dem i mindre omfattning under andra världskriget. De införde en design som var mångsidig och välutrustad, inkluderande järnvägsvagnar som var försedda med luftvärnskanontorn, järnvägsvagnar för att lasta på och lasta av stridsvagnar och järnvägsvagnar som hade ett komplett pansarskydd, som dolde en stor haubits. Tyskland hade även fullt bepansrade lok, som användes i sådana tåg.
Under det slovakiska upproret använde den slovakiska motståndsrörelsen pansartåg. Tre stycken, Hurban, Štefánik och Masaryk, vilka tillverkades av Zvolen järnvägsfabrik, är bevarade och kan beses i närheten av slottet i Zvolen.
Sovjet hade ett stort antal pansartåg men många gick förlorade under 1941. Tåg som byggdes senare syftade till att passa till T-34 eller KV stridsvagnarnas kanontorn. Andra utrustades speciellt för luftvärnsbatterier. Ett fåtal utrustades som tunga artilleribatterier, ofta med kanoner överflyttade från fartyg.
Kanada använde pansartåg för att patrullera Stillahavskusten för försvar mot en möjlig japansk invasion.
Sverige byggde 1940 två pansartåg benämnda Boden och Kiruna.

### Senare användning

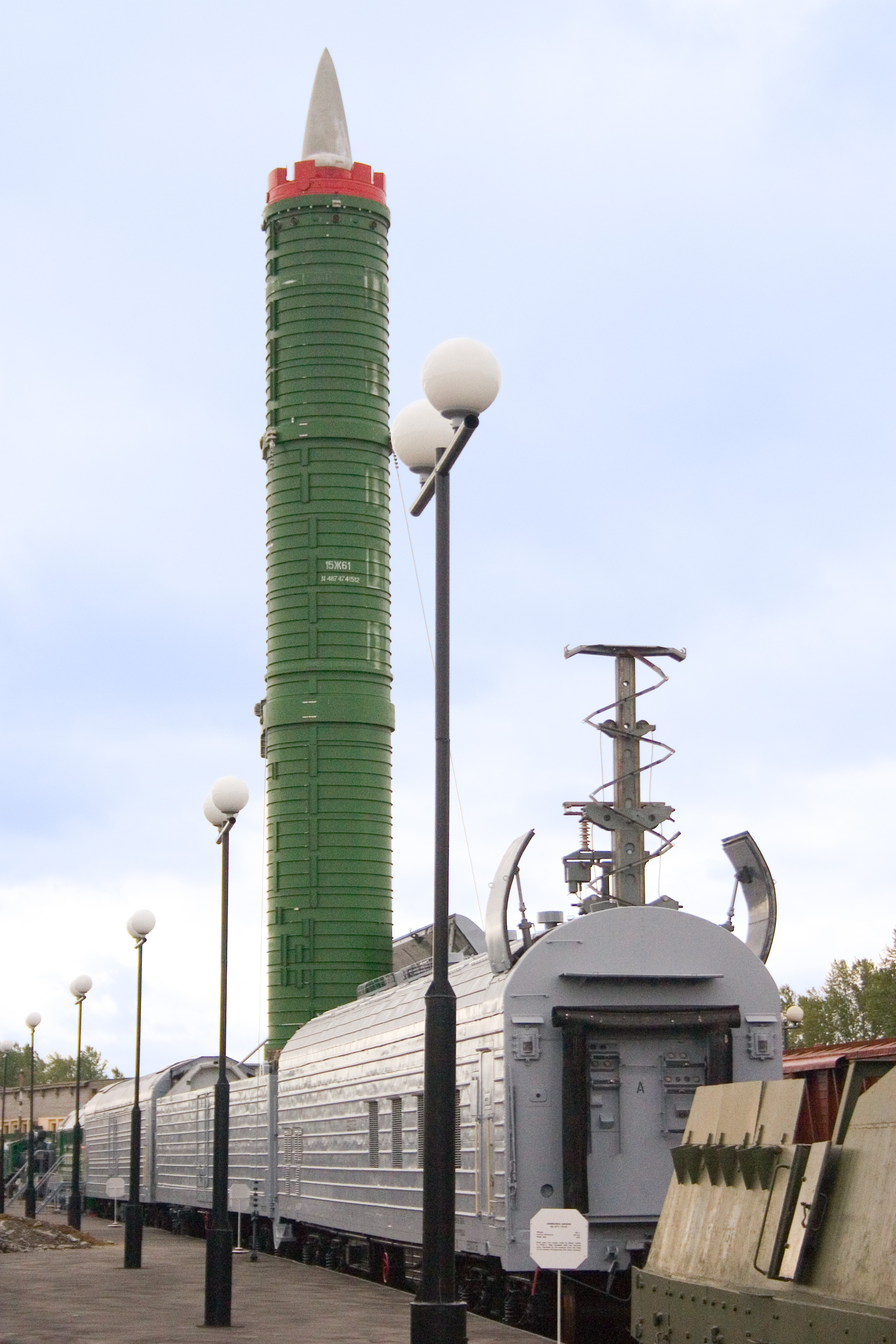
RT-23 missil i Sankt Petersburgs järnvägsmuseum.

Under första Indokinakriget använde den Franska unionen pansartåget La Rafale som både godståg och mobil övervakningsenhet. I februari 1951 användes det första Rafale på linjen Saigon-Nha Trang i Vietnam medan det andra under perioden 1947 till maj 1952 användes på linjen Phnom Penh-Battambang i Kambodja. 1953 attackerades båda tågen av Vietminhgerillan, som minerade och förstörde stenbroar.
Fulgencio Batistas armé använde pansartåg under den kubanska revolutionen, men det spårade ur och förstördes under slaget vid Santa Clara.
Under hotet från kinesiska gränsräder under den kinesisk-sovjetiska spänningen, utvecklade Sovjet i början av 1970-talet pansartåg för att skydda den Transsibiriska järnvägen. Enligt olika källor byggdes fyra eller fem tåg. Varje tåg omfattade tio huvudstridsvagnar, två lätta amfibiestridsvagnar, flera luftvärnskanoner, såväl som flera bepansrade personvagnar, underhållsfordon och utrustning för järnvägsreparation - allt monterat på öppna plattformar eller specialjärnvägsvagnar. De olika delarna av tåget skyddades med 5-20 millimeter tjockt pansar. Dessa tåg användes 1990 av sovjetarmén för att skrämma nationalistiska paramilitära enheter under tidiga faser av kriget i Nagorno-Karabach.
Ett improviserat pansartåg benämnt Krajina ekspres användes under kriget i Kroatien (del av jugoslaviska krigen) i början av 1990-talet av Serbiska republiken Krajinas armé. Det bestod av tre stridsfordon och tre fraktfordon kopplade i fronten för att skydda mot minexplosioner och var beväpnat med en M18 Hellcat med en 76 mm kanon, en 40 mm Bofors, en 20 mm kanon, dubbla 57 mm raketer och en 120 mm granatkastare plus flera maskingevär med kalibrar mellan 7,62 mm och 12,7 mm. Det användes framgångsrikt som mobilt artilleribatteri tack vare att hotet från luften var litet till följd av att Kroatien endast hade ett fåtal flygplan. Det rapporterades ha träffats vid några tillfällen av antistridsvagnsgranater, men skadorna blev små då tåget var täckt med tjocka gummimattor, vilket fick granaterna att detonera något för tidigt för att orsaka verklig skada. Till slut förstördes tåget av sin egen besättning för att undvika att det föll i fiendens händer under den kroatiska offensiven. Resterna finns nu att se i Gradačac.
I slutet av det kalla kriget började båda supermakterna utveckla järnvägsbaserade interkontinentala ballistiska robotar monterade på pansartåg, men till följd av budgetnedskärningar och den förändrade internationella situationen avbröts programmen. Alla återstående missiler skrotades 2005. 
Ett pansartåg som fortfarande används är Kim Il-sungs och Kim Jong-Ils privata tåg, som Kim Il-Sung erhöll som gåva från Sovjetunionen.

## Pansartåg i media
Bepansrade tåg figurerar i bland annat följande verk:
- Corto Maltese i Sibirien av Hugo Pratt (Vita armén)
- Wolf's Rain, japansk animerad TV-serie i regi av Tensai Okamura (fantasymiljö)